# Гречаний Василь Мойсейович
Василь Мойсейович Гречаний (1876, селище Красний Яр Саратовської губернії, тепер Жирновського району Волгоградської області, Російська Федерація — 1971, місто Волгоград, тепер Російська Федерація) — радянський діяч, робітник сталінградського заводу «Красный Октябрь», член ВЦВК. Член Центральної контрольної комісії ВКП(б) у 1927—1930 роках. Герой Праці (1935).

## Життєпис
З дитячих років наймитував у заможних селян. Потім працював робітником заводу «ДЮМО» (тепер «Красный Октябрь») у Царицині.
Член РКП(б) з 1918 року. 
Служив у Червоній армії, учасник громадянської війни в Росії.
У 1920-х роках повернувся на завод, працював сортувальником сталінградського заводу «Красный Октябрь», був новатором виробництва.
У 1935 році «за видатну та виключно корисну діяльність у соціалістичному будівництві» йому було присвоєно звання «Герой Праці». Грамоту Героя Праці отримав із рук Михайла Калініна. На даний час вона зберігається у Волгоградському обласному краєзнавчому музеї.
3 1950-х років — персональний пенсіонер у Волгограді.
Помер 1971 року в місті Волгограді.

## Нагороди та відзнаки
- Герой Праці (1935)